# Огюстен Сімо
Огюстен Сімо (фр. Augustine Simo, нар. 18 вересня 1978, Бангангте) — камерунський футболіст, що грав на позиції півзахисника.
Виступав, зокрема, за клуб «Ксамакс», а також національну збірну Камеруну, у складі якої був учасником чемпіонату світу 1998 року та двох розіграшів двох Кубка африканських націй.

## Клубна кар'єра
У дорослому футболі дебютував 1994 року виступами за команду клубу «ПВД Баменда», в якій провів один сезон. Згодом грав на батьківщині за інший клуб, «Егль Нконгссамба».
1995 року був запрошений до італійського «Торіно», в якому, утім, до основної команди не пробився. Тож за рік перейшов до швейцарського «Лугано», а ще за рік — до французького «Сент-Етьєна».
Своєю грою за останню команду привернув увагу представників тренерського штабу клубу «Ксамакс», до складу якого приєднався 1998 року. Відіграв за команду з Невшателя наступні п'ять сезонів своєї ігрової кар'єри. Більшість часу, проведеного у складі «Ксамакса», вже був основним гравцем команди.
Протягом 2003—2007 років захищав кольори швейцарських «Цюриха», «Аарау» та «Уранії» (Женева). Протягом 2006–2007 років на умовах оренди з останнього клубу грав в Ізраїлі за «Хапоель» (Петах-Тіква).
Завершив професійну ігрову кар'єру у клубі «Уранія» (Женева), до якого повернувся з оренди 2007 року і кольори якого захищав до припинення виступів на професійному рівні у 2013.

## Виступи за збірні
1995 року залучався до складу молодіжної збірної Камеруну.
1995 року дебютував в офіційних матчах у складі національної збірної Камеруну. Протягом кар'єри у національній команді, яка тривала 4 роки, провів у формі головної команди країни 23 матчі, забивши 5 голів.
У складі збірної був учасником чемпіонату світу 1998 року у Франції, де взяв участь в одній грі.
Учасник двох Кубків африканських націй: 1996 року в ПАР та 1998 року в Буркіна Фасо.

## Кар'єра тренера
Розпочав тренерську кар'єру відразу ж по завершенні кар'єри гравця, 2013 року, увійшовши до тренерського штабу швейцарського клубу «Етуаль Каруж».

## Титули і досягнення
- Чемпіон Африки (U-21): 1995